# Elezioni europee del 1989 in Italia per circoscrizione
Le elezioni europee del 1989 nelle circoscrizioni italiane videro i seguenti risultati.

## Risultati

### Circoscrizione Italia nord-occidentale
| Liste  | Liste                                         | Voti      | %     | Seggi |
| ------ | --------------------------------------------- | --------- | ----- | ----- |
|        | Democrazia Cristiana                          | 2 907 623 | 30,18 | 7     |
|        | Partito Comunista Italiano                    | 2 423 549 | 25,16 | 5     |
|        | Partito Socialista Italiano                   | 1 465 601 | 15,21 | 4     |
|        | Lega Lombarda                                 | 542 201   | 5,63  | 2     |
|        | PLI - PRI                                     | 498 434   | 5,17  | 1     |
|        | Movimento Sociale Italiano - Destra Nazionale | 430 021   | 4,46  | 1     |
|        | Lista Verde                                   | 387 387   | 4,02  | 1     |
|        | Verdi Arcobaleno                              | 281 428   | 2,92  | 1     |
|        | Partito Socialista Democratico Italiano       | 228 293   | 2,37  | 1     |
|        | Partito Pensionati                            | 162 293   | 1,68  | –     |
|        | Democrazia Proletaria                         | 152 116   | 1,58  | 1     |
|        | Lista Antiproibizionista                      | 111 285   | 1,16  | 1     |
|        | Federalismo                                   | 43 532    | 0,45  | –     |
| Totale | Totale                                        | 9 633 763 | 100   | 25    |

### Circoscrizione Italia nord-orientale
| Liste  | Liste                                         | Voti      | %     | Seggi |
| ------ | --------------------------------------------- | --------- | ----- | ----- |
|        | Democrazia Cristiana                          | 2 375 516 | 33,24 | 5     |
|        | Partito Comunista Italiano                    | 2 023 812 | 28,32 | 5     |
|        | Partito Socialista Italiano                   | 1 010 867 | 14,14 | 2     |
|        | Lista Verde                                   | 350 432   | 4,90  | 1     |
|        | Movimento Sociale Italiano - Destra Nazionale | 297 944   | 4,17  | 1     |
|        | PLI - PRI                                     | 295 443   | 4,13  | 1     |
|        | Verdi Arcobaleno                              | 194 298   | 2,72  | 1     |
|        | Partito Popolare Sud Tirolese                 | 172 383   | 2,41  | 1     |
|        | Partito Socialista Democratico Italiano       | 143 177   | 2,00  | –     |
|        | Lista Antiproibizionista                      | 89 182    | 1,25  | –     |
|        | Democrazia Proletaria                         | 77 442    | 1,08  | –     |
|        | Lega Lombarda                                 | 71 023    | 0,99  | –     |
|        | Federalismo                                   | 45 271    | 0,63  | –     |
| Totale | Totale                                        | 7 146 790 | 100   | 17    |

### Circoscrizione Italia centrale
| Liste  | Liste                                         | Voti      | %     | Seggi |
| ------ | --------------------------------------------- | --------- | ----- | ----- |
|        | Partito Comunista Italiano                    | 2 498 063 | 35,23 | 6     |
|        | Democrazia Cristiana                          | 2 089 493 | 29,47 | 5     |
|        | Partito Socialista Italiano                   | 982 654   | 13,86 | 2     |
|        | Movimento Sociale Italiano - Destra Nazionale | 443 846   | 6,26  | 1     |
|        | Lista Verde                                   | 273 919   | 3,86  | 1     |
|        | PLI - PRI                                     | 261 809   | 3,69  | 1     |
|        | Partito Socialista Democratico Italiano       | 175 172   | 2,47  | –     |
|        | Verdi Arcobaleno                              | 173 274   | 2,44  | –     |
|        | Lista Antiproibizionista                      | 89 295    | 1,26  | –     |
|        | Democrazia Proletaria                         | 84 494    | 1,19  | –     |
|        | Lega Lombarda                                 | 10 951    | 0,15  | –     |
|        | Federalismo                                   | 6 927     | 0,10  | –     |
| Totale | Totale                                        | 7 089 897 | 100   | 16    |

### Circoscrizione Italia meridionale
| Liste  | Liste                                         | Voti      | %     | Seggi |
| ------ | --------------------------------------------- | --------- | ----- | ----- |
|        | Democrazia Cristiana                          | 2 795 480 | 37,77 | 6     |
|        | Partito Comunista Italiano                    | 1 804 184 | 24,38 | 4     |
|        | Partito Socialista Italiano                   | 1 209 851 | 16,35 | 3     |
|        | Movimento Sociale Italiano - Destra Nazionale | 502 834   | 6,79  | 1     |
|        | PLI - PRI                                     | 304 958   | 4,12  | 1     |
|        | Partito Socialista Democratico Italiano       | 262 562   | 3,55  | 1     |
|        | Lista Verde                                   | 204 906   | 2,77  | –     |
|        | Verdi Arcobaleno                              | 123 252   | 1,67  | –     |
|        | Democrazia Proletaria                         | 92 391    | 1,25  | –     |
|        | Lista Antiproibizionista                      | 84 751    | 1,15  | –     |
|        | Federalismo                                   | 8 800     | 0,12  | –     |
|        | Lega Lombarda                                 | 7 742     | 0,10  | –     |
| Totale | Totale                                        | 7 401 711 | 100   | 16    |

### Circoscrizione Italia insulare
| Liste  | Liste                                         | Voti      | %     | Seggi |
| ------ | --------------------------------------------- | --------- | ----- | ----- |
|        | Democrazia Cristiana                          | 1 282 941 | 36,32 | 3     |
|        | Partito Comunista Italiano                    | 848 761   | 24,03 | 2     |
|        | Partito Socialista Italiano                   | 482 956   | 13,67 | 1     |
|        | Movimento Sociale Italiano - Destra Nazionale | 244 005   | 6,91  | –     |
|        | PLI - PRI                                     | 171 744   | 4,86  | –     |
|        | Partito Socialista Democratico Italiano       | 136 179   | 3,86  | –     |
|        | Federalismo                                   | 103 209   | 2,92  | 1     |
|        | Lista Verde                                   | 100 475   | 2,84  | –     |
|        | Verdi Arcobaleno                              | 58 728    | 1,66  | –     |
|        | Lista Antiproibizionista                      | 55 637    | 1,58  | –     |
|        | Democrazia Proletaria                         | 43 196    | 1,22  | –     |
|        | Lega Lombarda                                 | 4 325     | 0,12  | –     |
| Totale | Totale                                        | 3 532 156 | 100   | 7     |